# Gedackt
Gedackt (von mittelhochdeutsch gedact, „gedeckt“), auch Gedeckt, ist die Bezeichnung von Registern der Orgel, deren Pfeifen am oberen Ende geschlossen (gedackt) sind. Hierbei handelt es sich vor allem um Labialpfeifen. Gedackte Lingualpfeifen sind weitaus seltener und werden auch nicht mit dem Begriff Gedackt bezeichnet. Im engeren Sinn werden unter dem Begriff nur solche Pfeifen verstanden, die über die gesamte Länge den gleichen Umfang haben, z. B. zylindrische Metallpfeifen. Gedackte Pfeifen mit sich zum gedackten Ende hin verjüngendem Umfang, z. B. konische Metallpfeifen, werden als Spitzgedackt bezeichnet und verhalten sich auch physikalisch abweichend.
Ferner werden denselben akustischen Gesetzen gehorchende Flöten mit einem geschlossenen distalen (körperfernen) Ende als gedackt, mit einem halbgeschlossenen Ende als halbgedackt bezeichnet.

Gedackte Orgelpfeife aus Holz

## Geschichte
Bereits die antike Hydraulis in Aquincum enthielt gedackte Register, wie die Überreste aus dem 1. Jahrhundert v. Chr. belegen. Vermutlich hat Burkhard Dinstlinger im 15. Jahrhundert zur Verbreitung des Gedackts beigetragen. Michael Praetorius (1619) ging hingegen davon aus, dass im 14. und 15. Jahrhundert nur offene Pfeifen gebaut worden seien. Zu Beginn des 16. Jahrhunderts sind im niederländisch-norddeutschen und polnischen Orgelbau gedeckte Register nachweisbar, im Lauf des Jahrhunderts auch in Frankreich, Spanien und Italien. Erstmals findet sich die Verwendung der Bezeichnung gedecket in einem Orgelbauvertrag von 1519 für die Orgel in St. Lamberti in Lüneburg. In den Niederlanden wird bis heute der Name „Holpijp“ (Hohlpfeife), in England „Stopped Diapason“ und in Frankreich und Belgien „Bourdon“ bevorzugt.

## Bauweise und Klang
Kennzeichnend ist die Bauweise mit Labialpfeifen, deren oberes Ende geschlossen (gedackt/gedeckt) ist. Bei (runden) Metallpfeifen verwendet man entweder einen aufgelöteten Deckel oder bewegliche Stimmhüte, bei (eckigen) Holzpfeifen dagegen einen Spund. Das Verschließen des distalen Pfeifenendes hat zur Folge, dass der von einer solchen Pfeife erzeugte Ton eine Oktave tiefer ist, als die Rohrlänge erwarten lässt. Dies liegt daran, dass die stehende Welle im Pfeifenkorpus durch Reflexion am Rohrende dort nicht ein Schnellemaximum (Schwingungsbauch), sondern erzwungenermaßen ein Druckmaximum (Schwingungsknoten der Schallschnelle) hat. Innerhalb der Pfeife liegt dann statt der Hälfte (wie bei einer offenen Pfeife) ein Viertel der Welle. Die Wellenlänge der Grundresonanz ist also doppelt so groß. Gedackte Pfeifen können demnach als einseitig geschlossen angesehen werden. 
Gedackte in Oktavlage werden in den Fußlagen 32′ (im Pedal, in Großorgeln selten auch im Manual), 16′, 8′ und 4′ gebaut. Ein gedacktes 2′-Register über den gesamten Klaviaturumfang ist selten, da es in der hohen Lage schwierig herstellbar ist. In einigen Großorgeln steht im Pedal auch ein gedacktes 64′-Register. Ein voll ausgebautes, also bis zum Subsubkontra-C reichendes, 64′-Gedacktregister ist bisher jedoch nicht bekannt. Die Quinten 21 1⁄3′ (im Pedal, selten und nur in großen Orgeln), 10 2⁄3′ (im Pedal) und 5 1⁄3′ werden ebenfalls fast immer als Gedackte ausgeführt. Gedackt 8′ ist sehr häufig anzutreffen und in den meisten Kleinorgeln das einzige labiale 8′-Register.
Gedackte Register sind deutlich leiser als offene Register, klingen leicht hohl und flötenhaft und sind auch dunkler in ihrer Klangfarbe. Im Obertonspektrum sind nur die geradzahligen Obertöne enthalten, die den ungeradzahligen Harmonischen entsprechen. Die anderen Obertöne, darunter die Oktaven, fehlen. Ein eng mensuriertes Gedackt kann so gebaut werden, dass der 3. Teilton, die Duodezime, im Orgelbau als Quinte bezeichnet, hervortritt, was der Ursprung der Namen Quintatön oder Quintadena für solche Register ist. Bei noch engerer Mensur tritt der 5. Teilton, der zwei Oktaven und eine reine große Terz über dem Grundton liegt und im Orgelbau als Terz bezeichnet wird, hervor. Dieses nur selten gebaute Register wird bspw. Terzadena oder Tiercina genannt.
Gedacktregister werden mit rundem Querschnitt aus Metall und mit viereckigem Querschnitt aus Holz gebaut. Hin und wieder werden auch die tiefsten Pfeifen eines offenen Registers (z. B. Rohrflöte, Hohlflöte, Prinzipal) gedackt ausgeführt, um Platz, Gewicht, Material oder Kosten zu sparen.
Spitzgedackte liegen klanglich zwischen offenen und gedackten Registern. Anders als bei gedackten Pfeifen mit über der gesamten Länge gleichem Querschnitt sind bei Spitzgedackten alle Obertöne im Spektrum enthalten. Die Länge von Spitzgedackten hängt von der Querschnittsänderung ab und liegt zwischen der von zylindrisch gedackten und offenen Pfeifen.

## Flöten
Auch manche Flötenarten haben eine gedackte Bauweise. Während bei den meisten Flöten, also den Blockflöten und Querflöten, das Rohrende offen ist, hat die Panflöte meist geschlossene Enden. Eine der selten vorkommenden, beidseitig geschlossenen Querflöten ist die Ibirongwe in Kenia.
Der klangliche Unterschied zwischen einer offenen und einer gedackten Flöte lässt sich gut an einem Blockflötenkopf verdeutlichen, indem man ihn einmal offen anbläst und einmal beim Blasen die untere Öffnung mit der Handfläche abdeckt.